# XCSoar
XCSoar är en gratis programvara för navigering och loggning av sträckflygningar.
Här hittar man mycket av det man behöver för sträckflygningsnavigering såsom luftrumsvisning, brytpunktslistor, beräkning av vind m.m..

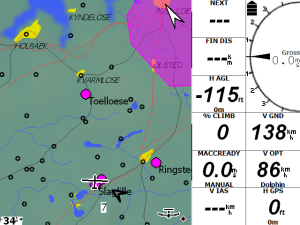

Kartor kan man själv skapa för den del av jordklotet man skall flyga på från en öppen databas.
Samma sak gäller för brytpunktfiler och ett antal olika finns färdiga att ladda ned för Sverige.
Programmet kan köras på till exempel Android, Windows Mobile, Windows, Unix, Linux.
Brytpunktslistor finns att ladda ned från länken Brytpunktlistor (soaring.gahsys.com) och välj till exempel SeeYou varianten med filen sweden98.cup som fungerar direkt i XCSoar.
Programmet är faktiskt kraftfullt och bra och perfekt för den som vill börja använda GPS navigering utan att behöva lägga ut pengar.